# 関口恭毅
関口 恭毅（せきぐち やすき、1944年11月7日 - ）は日本の経済学者。北海道大学名誉教授。専門は経営情報学。経営意思決定業務処理を支援するための情報システム設計のアーキテクチャ、問題解決法アルゴリズムの開発、観光産業におけるインターネットの活用などを研究している。工学博士（北海道大学、1972年）。

## 略歴

### 学歴
- 1963年　北海道小樽桜陽高等学校卒業
- 1967年3月　北海道大学工学部精密工学科卒業
- 1969年3月　北海道大学大学院工学研究科精密工学専攻修士課程修了
- 1972年3月　北海道大学大学院工学研究科精密工学専攻博士課程修了
- 1985年8月　ペンシルベニア大学フォートン校留学（1986年7月まで）
- 1995年2月　ロンドン大学ビジネススクール留学（1996年7月まで）

### 職歴
- 1972年4月　日立製作所入社（生産技術研究所勤務）
- 1975年9月　北海道大学経済学部助教授
- 1988年7月　北海道大学経済学部教授
- 2000年4月　北海道大学大学院経済学研究科教授
- 2004年8月　北海道大学大学院経済学研究科副研究科長（2008年3月まで）
- 2008年3月　北海道大学退職

#### 学内における役職
- 北海道大学経済学部経営学科長
- 1999年4月　北海道大学体育指導センター所長（2003年3月まで）
- 北海道大学陸上競技部前部長
- 1997年8月　北海道大学評議員（2001年7月まで）
- 2003年8月　北海道大学評議員（2004年3月まで）
- 2004年8月　北海道大学評議員（2008年3月まで）

- 羊蹄会（北海道大学陸上部同窓会）常任幹事

## 主な受賞
- 日本OR学会第12回事例研究奨励賞